# Darren Woods
Darren Woods ou Darren W. Woods, né en 1964 ou 1965 (date estimée d'après son âge déclaré le 2016|12|16) est un homme d'affaires américain, directeur pour les questions énergétiques, et depuis 2017 PDG du groupe pétrochimique ExxonMobil  le premier groupe pétrochimique américain devant Chevron ; il succède à ce poste à Rex Tillerson),. 
Darren Woods est présenté aux États-Unis comme une personnalité expérimentée du domaine des produits chimiques et de la raffinerie des hydrocarbures, discrète (« peu connu en dehors de l'entreprise, même après avoir émergé comme héritier de Tillerson » à l'âge de 52 ans) ; politiquement plus prudent que son prédécesseur (marqué par ses relations avec Donald Trump et Poutine) en termes de gestion des coûts et de la politique d'entreprise.

## Enfance et éducation
Woods est né à Wichita au Kansas. 

Il a obtenu un bachelor en ingénierie électrique à la Texas A&M University, puis un MBA acquis à la Northwestern's Kellogg School of Management d' Evanston dans l'Illinois.

## Carrière

### Exxon
En 1992 (année de la Conférence de Rio) D. Woods entre dans le groupe Exxon Company International à Florham Park (dans le New Jersey) en tant qu'analyste en planification ; Il  participera ensuite à plusieurs missions nationales et internationales pour le groupe au service d'Exxon Company International, ExxonMobil Chemical Company et ExxonMobil Refining and Supply Company ;
En 2005, il devient vice-président d'ExxonMobil Chemical Company à Houston(Texas) où il gère la branche « Chimie » du groupe.
En 2008, il emménage en Europe à Bruxelles (Belgique) où il va gérer (en tant que  directeur) les activités de raffinage d'ExxonMobil Refining and Supply Company pour toute l'Europe, l'Afrique et le Moyen-Orient ;
En 2010, il devient vice-président de l'approvisionnement et du transport au sein d'Exxon et retourne alors aux États-Unis, à Fairfax (Virginie) ;
En 2012, il est président d'ExxonMobil Refining and Supply Company et vice-président d'Exxon Mobil Corporation, avec comme responsabilité principale les activités mondiales de raffinage, d'approvisionnement et de transport d'ExxonMobil ;
En 2014, il devient vice-président principal d'Exxon Mobil Corporation ;
En 2015, il entre dans le conseil d'administration du Conseil des affaires américano-chinoises et dans celui du Conseil consultatif d'ingénierie de l'Université du Texas. Son salaire déclaré est alors de 10,294 $,872 (2015) ;
En 2016, le 1er janvier il devient président d'Exxon Mobil Corporation et membre du conseil d'administration du groupe ;
En 2017, le 1er janvier, 24 ans après être entré dans le groupe il est promu PDG en remplacement de Rex Tillerson nommé par le président Donald Trump pour être le nouveau United States Secretary of State,. 

Deux mois après sa nomination de PDG il a entamé un cycle de tournées publiques, de rencontre avec les investisseurs et est intervenu dans une importante conférence sur l'énergie à Houston. Il s'est engagé à augmenter les dividendes versés aux actionnaires et- tout en admettant dans un blog en février 2017 que le dérèglement climatique est un problème -  à présenté un plan de croissance pour l'entreprise basé en grande partie sur de nouveaux forages profonds dans le bassin permien du Texas et au Nouveau-Mexique ainsi que dans les réserves d'hydrocarbures non-conventonnels des schistes de Bakken (Dakota du Nord) tout en poursuivant les développements du groupe à long terme ailleurs dans le monde. Un récent sondage fait par l'École des politiques publiques de l'Université du New-Hampshire venait de montrer que pour 65 % des répondants  « le changement climatique se déroule maintenant, et qu'il s'explique principalement par les activités humaines". Seuls 28 % des Américains sondés estimaient qu'il existe mais provient principalement de causes naturelles ; alors que seuls 3 % estimaient que le changement climatique n'existe pas » et deux nouvelles enquêtes suggéraient que l'opposition historique des Américains à l'augmentation des taxes pourrait ne pas concerner les taxes visant à réduire les émissions de carbone(en novembre-décembre 2016 près de 80 % des électeurs américains enregistrés disaient avant les élections souhaiter favoriser les taxes sur la pollution associée au réchauffement climatique, la réglementant de cette pollution ou les deux et fin 2016 près de la moitié des personnes ayant voté Donald J Trump disaient penser que les changements climatiques sont en train de se produire ; et près de 60 % qu'il faut réguler les émissions de carbone. 'Beaucoup des électeurs de Trump appuient un programme de Yale sur la taxe sur le carbone, l'action climatique et l'énergie propre. 

Aux investisseurs Darren Woods n'a que brièvement parlé des opérations russes de la société, sources de controverse en raison de la proximité de Tillerson avec D. Trump ; mais Woods s'est dit - au nom du groupe - confiant quant aux perspectives de l'énorme projet Sakhalin sur la côte orientale de la Russie, et d'autres travaux qui ont été stoppés par des sanctions imposées à la Russie après qu'elle a annexé la Crimée seront réexaminés par Exxon dès que la levée de tout ou partie de ces sanctions le permettra.

## Position par rapport au dérèglement climatique
En mai 2017 le groupe doit faire face à la justice qui interroge la sincérité des informations fournies par ExxonMobil sur le changement climatique au public et à ses actionnaires, sachant que le groupe qui a durant près de 40 ans disposé de compétences internes sur le sujet et a également financé des recherches sur ce thème) ; plusieurs procédures juridiques sont en cours aux États-Unis de 2015 à 2017 au moins. Il est également touché par une étude faite par un  historien et une historienne des sciences (Geoffrey Supran & Naomi Oreskes) et basée sur l'analyse de contenu de nombreux documents internes et externes du group ; étude lancée en 2015 et qui conclut en 2017 qu'ExxonMobil a sciemment cherché à semer le doute sur la cause, la gravité et les coûts du dérèglement climatique. 
Au même moment, D. Woods et son entreprise sont invités par une motion déposée par le fonds Arjuna Capital et votée par les actionnaires du groupe (soucieux d'éviter une brutale dépréciation d'actifs à l'avenir) à faire le point sur ce que la lutte contre le réchauffement et ses conséquences pourraient coûter au groupe et à ses actionnaires. Selon Natasha Lamb représentant Arjuna « ExxonMobil a cherché à semer le doute sur la cause et l'ampleur du changement climatique » et « ce seront les investisseurs qui vont payer la note si l'entreprise ne se prépare pas à un futur sans émissions de CO2 ». Depuis plusieurs années, les réunions d'actionnaires voient des membres dénoncer les actions d'Exxon menées pour obstruer les actions de lutte contre le changement climatique.
Alors que le groupe Exxon a durant 40 ans régulièrement mis en doute la réalité de la part anthropique du changement climatique et la gravité de ses effets pour le futur proche, et freiné le protocole de Kyoto, Woods a publiquement approuvé l'Accord de Paris sur le climat, accord qui engage les nations à réduire leurs  émissions de gaz à effet de serre ; il aurait même en mars 2017 selon le "Financial Times" (https://www.ft.com/content/acf309b0-13b3-11e7-80f4-13e067d5072c) écrit par courrier au conseiller spécial à l'énergie et à l'environnement de Donald Trump que l'accord de Paris constituait, selon lui, « un cadre efficace pour faire face au changement climatique », acceptant ou soutenant même l'idée d'une taxe carbone puisque selon lui « Un prix uniforme du carbone appliqué de manière cohérente dans l'ensemble de l'économie est une approche judicieuse de la réduction des émissions. Une option envisagée par les décideurs est une taxe nationale sur le carbone neutre en matière de revenus. Cela favoriserait une plus grande efficacité énergétique et l'utilisation des réserves de carbone plus faibles d'aujourd'hui, éviterait de peser davantage sur l'économie et incitera également les marchés à développer d'autres solutions énergétiques à faible teneur en carbone pour l'avenir » », mais déclarant peu après au journal Forbes, que selon lui les combustibles fossiles apportent d'excellents avantages et sont nécessaires pour améliorer le niveau de vie des personnes pauvres dans le monde.